# Nancy Hogshead-Makar
Nancy Hogshead, també coneguda com a Nancy Hogshead-Makar, (Iowa City, Estats Units 1962) és una nedadora nord-americana, ja retirada, guanyadora de quatre medalles olímpiques. Actualment exerceix d'advocada.

## Biografia
Va néixer el 17 d'abril de 1962 a la ciutat d'Iowa City, població situada a l'estat d'Iowa, però ben petita es traslladà amb la seva família a Florida. Estudià dret a la Universitat de Georgetown, on es graduà el 1997, i posteriorment es casà amb l'advocat Scott Makar, del qual adoptà el cognom.

## Carrera esportiva
Especialista en crol i papallona, es classificà per poder participar en els Jocs Olímpics d'estiu de 1980 realitzats a Moscou (Unió Sovètica), si bé el boicot polític organitzat pel seu país impedí la seva participació. Participà, però, als 22 anys als Jocs Olímpics d'Estiu de 1984 realitzats a Los Angeles (Estats Units), on va aconseguir guanyar la medalla d'or en les proves de 100 metres lliures, empatada amb la seva compatriota Carrie Steinseifer; relleus 4x100 metres lliures i relleus 4x100 metres etils. Així mateix guanyà la medalla de plata en la prova dels 200 metres estils, just per darrere de la seva companya Tracy Caulkins, i fou quarta en la prova dels 200 metres papallona, aconseguint guanyar així un diploma olímpic.
Al llarg de la seva carrera guanyà una medalla de plata en el Campionat del Món de natació.